# Wołodymyr Fedoriw
Wołodymyr Mykołajowycz Fedoriw, ukr. Володимир Миколайович Федорів (ur. 29 lipca 1985 we wsi Międzyrzecze w obwodzie lwowskim) – ukraiński piłkarz grający na pozycji obrońcy.

## Kariera piłkarska

### Kariera klubowa
Wołodymyr Fedoriw, starszy brat bardziej znanego piłkarza Witalija Fedoriwa, rozpoczynał karierę w rodzinnej wsi Międzyrzecze koło Żydaczowa występując w miejscowej drużynie. 18 lipca 2004 zadebiutował w składzie klubu Karpaty-2 Lwów. W latach 2005–2006 bronił barw klubu Hałyczyna-Karpaty Lwów. Od 2006 występował w podstawowej jedenastce Karpat Lwów. W połowie sezonu 2008/09 postanowił zmienić klub, dlatego trenował się z drugą drużyną Karpat. W lutym 2009 pojechał na oględziny do rosyjskiego klubu Amkar Perm, w którym występuje młodszy brat Witalij. Po nieudanych testach powrócił do Karpat. We wrześniu 2009 zmienił klub na Czornomoreć Odessa, a po roku przeszedł do Prykarpattia Iwano-Frankowsk. Sezon 2011 rozpoczął w rosyjskim Jenisieju Krasnojarsk. Latem 2012 przeszedł do FK Sewastopol. Po rozformowaniu klubu w maju 2014 opuścił Krym. 22 września 2014 podpisał kontrakt z Wisłą Puławy. 3 lutego 2015 za obopólną zgodą kontrakt został anulowany. Po dłuższej przerwie bez gry wrócił do zawodowej piłki nożnej w lipcu 2016 dołączając do klubu Ruch Winniki.

## Sukcesy i odznaczenia

### Sukcesy piłkarskie
FK Sewastopol
- mistrz Ukraińskiej Pierwszej Ligi: 2012/13